# فینال جام باشگاه‌های اروپا ۱۹۶۰
فینال جام باشگاه‌های اروپا ۱۹۶۰، رقابت پایانی جام باشگاه‌های اروپا در سال ۱۹۶۰ میلادی است که مابین دو تیم باشگاه فوتبال رئال مادرید و باشگاه فوتبال اینتراخت فرانکفورت در ورزشگاه همپدن پارک ، گلاسگو برگزار شده‌است.
این مسابقه که در تاریخ ۱۸ مه ۱۹۶۰ انجام شده‌است با نتیجه ۷ بر ۳ به سود تیم باشگاه فوتبال رئال مادرید به پایان رسید.